# 聯合激情
《聯合激情》（英語：United Passions）是一部2014年的法國英語劇情片，講述了国际足球联合会（FIFA）的誕生。本片超過90%經費由FIFA贊助，由蒂姆·罗斯、傑哈·德巴狄厄和森·尼爾等人主演，弗里德里克·奥伯汀執導。本片於2014年5月18日在第67屆坎城影展首演，2014年6月19日於塞爾維亞上映；北美地區則在2015年6月5日上映，上演首星期的票房僅有918美元，被批評為票房炸弹。

## 演員
- 蒂姆·罗斯 飾 塞普·布拉特
- 傑哈·德巴狄厄 飾 儒勒·雷米
- 森·尼爾 飾 若昂·阿维兰热
- 费希尔·史蒂文斯 飾 卡尔·赫希曼
- 托马斯·克莱舒曼 飾 霍斯特·达斯勒
- 杰迈玛·韦斯特 飾 安妮特·里梅
- 朱利安·米勒 飾 路德维希·西羅
- 贾森·巴里 飾 埃德加·威尔科克斯
- 马丁·贾维斯 飾 斯坦利·劳斯
- 布鲁斯·麦金农 飾 路易· 穆林高斯
- 安东尼·希金斯 飾 洛尔·金奈尔德
- 尼科尔·格利夫斯 飾 亨利·德洛奈
- 理查德·迪藍 飾 拉森
- 安东尼奥·德勒托雷 飾 恩里克·布埃罗
- 塞尔日·哈扎纳维希乌斯 飾 罗贝尔·介朗

## 製作
電影的主要拍攝工作在瑞士、亞塞拜然、法國和巴西進行。FIFA希望電影在2014年夏天，即巴西世界盃舉行前完成。電影劇本只花了四個月便完成，FIFA最初建議電影名稱為「傳奇人物」（Men of Legend）或「締夢者」（Dreammakers）。

## 上映
此電影在美國上映日期與2015年國際足協收賄案事發時間相若，數名前FIFA執行委員會成員被捕及被控收賄。此事導致主宰FIFA近17年的塞普·布拉特辭職。電影被指對FIFA存在已久的貪污問題視而不見，罗斯說他曾問製片商「那些貪腐劇情都去了哪？那些暗算、桌下交易的片段呢？」在電影上映前，喜劇演員约翰·奥利弗諷刺說道：「電影像FIFA一樣，很爛。」「哪有運動電影的英雄們都是行政人員？」

## 反响

### 票房
電影拍攝預算為2,500至3,200萬美元，而洛杉磯時報的報導為約2,900萬美元。大約1,700萬英鎊（約2,700萬美元，90%經費）費用由FIFA出資，據報這部電影賠了2,680萬美元。
在北美地區，此片立即成為票房炸彈。於2015年6月5日上映，在美國上映的10家電影院中，首日票房收入只有319美元，第二天更跌至288美元。上映首三天的收入只有918美元，成為美國有史以來上映票房最差的電影，鳳凰城市中心的一家電影院更只有9美元收入，表示只有一名觀眾入場。票房慘淡，使發行商在周末過後把該電影下片。聯合激情打破了2012年電影《我吻了一个吸血鬼》的紀錄，成為北美史上票房最差的電影。
《聯合激情》曾在2014年10月5日在蘇黎世電影節的一個500座劇院放映，約120人購買22.7美元的票入場觀看。除了北美地區，此電影收入最高的地區是俄羅斯及獨聯體（£144,000）、葡萄牙（£4,000）和塞爾維亞（£2,000），在匈牙利、斯洛文尼亞、瑞士和烏克蘭的票房收入少得可憐，法國更乾脆直接發行DVD。
導演弗里德里克·奥伯汀在美國票房很慘後首次接受訪問時，向荷里活報道說他嘗試在迪士尼宣傳片和科斯塔·加夫拉斯／麥可·摩爾式電影中取得平衡，但電影最終只能迎合FIFA的喜好。「現在我的名字跟把愛滋病傳入非洲和造成經濟危機的人一樣臭名遠播。」主演蒂姆·罗斯不斷地被媒體要求對該電影發言，在2015年5月FIFA貪污事件曝光前向《世界報》自爆並沒有看過電影：「我抱歉當時沒有質問導演和劇本。」他自認看錢份上而拍攝，片酬能填補他的財政缺口，說道：「你知道嗎？FIFA自挖的財政洞口已深不見底。」

### 评价
《聯合激情》上映后遭遇压倒性的负面评价。爛番茄上收集的13篇专业评论文章中没有任何一篇给予“新鲜”的正面评价，“新鲜度”低至0%（最高100%）。而从Metacritic收集的7篇評論看中，影片的平均得分仅为1（满分100）。
電影被指劇情差劣、名稱不合以及帶有偏見，《衛報》影評員評此電影為「電影糞便」和「自我陶醉」，其它人的評語亦包括「阿諛奉承，自吹自擂」、「超級愚蠢」
。一些觀眾評論，把布拉特塑造成反貪腐領袖是天大的笑話。電影亦被批評耗資超過1,600萬鎊，超過FIFA一年營業額。

## 外部連結
- 互联网电影数据库（IMDb）上《聯合激情》的资料（英文）
- 爛番茄上《聯合激情》的資料（英文）
- Metacritic上《聯合激情》的資料（英文）
- Box Office Mojo上《聯合激情》的資料（英文）